# Touchki
Touchki (ou Touski) est une localité du Cameroun située dans le canton de Boundéri, dans la commune de Mora, dans le département du Mayo-Sava et la région de l'Extrême-Nord.  

## Géographie
Touchki se situe à l'extrême nord du département, à 50km au Nord-Est de Mora, à proximité de la frontière avec le Nigeria et à proximité du Parc national de Waza.
Touchki fait partie des terres inondables de la commune de Mora.

## Population
En 1967, on comptait 288 personnes dans la localité.
Lors du recensement de 2005, 294 personnes y ont été dénombrées, dont 141 hommes et 153 femmes.

### Ethnies
On trouve à Touchki des populations arabes Choa.

## Économie
En plus des activités agricoles traditionnelles, une pêche aux anguilles se développe dans la zone de Touchki.

## Boko Haram
Touchki fait partie des localités qui ont souffert des attaques de Boko Haram.
La nuit du 26 mars 2016, une trentaine de combattants de Boko Haram attaque le village de Touchki et ouvre le feu sur les villageois. Ils tuent une personne et en blessent une trentaine d'autres, incendient une trentaine de maisons et volent plus de 200 têtes de bétail.